# Богдан (хижа)
Туристическа хижа „Богдан“ се намира в местността „Плачкова поляна“ в Същинска Средна гора и е разположена в поддържан резерват Богдан сред вековна букова гора на 1552 м., на кратко разстояние от върха. За първи път е построена през 1938 г.
През 1930 година ентусиазирани планинари от Копривщица създават туристическо ядро, което е прикрепено към туристическо дружество „Фонфон“ – гр. София. През 1934 г. то приема името на първенеца на Средна гора – връх Богдан и се отделя като самостоятелно дружество. Със съдействието на Рашко и Михаил Маджарови, Петко Стайнов, т.д. „Фонфон“ и дружбите в София и Пловдив е построена през 1938 година хижа „Богдан“, която във връзка със съпротивата на два пъти в периода 1941 – 44 година е затваряна.
Учителите Илия Мухов, Искро Нейчев и Райна Косева през 1948 – 54 г. възстановяват дейността на дружеството и хижата, а по инициатива на Петко Теофилов на тържествена сбирка в местността „Детелинова грамада“ то приема името на легендарния Детелин войвода.
В периода от 1960 до 1968 г. хижата е разширявана, строена е нова сграда и е снабдена с допълнителни бунгала. Легловата база достига до 143 места. Хижа „Богдан“ е била електрифицирана, свързана с водопровод, със собствен санитарен възел и кухня, и е имала волейболно игрище. Всичко това е унищожено от пожар с неустановени причини в средата на 1990-те години.
Към 2020 година в района на хижата са останали частично запазените и стени и мачтите на мобилните оператори.
Поради това, че мястото на изгорялата хижа е сърцето на Средногорието и е туристически кръстопът между други туристически обекти, БТС и Община Копривщица подемат дарителска кампания за възстановяването и.

## Съседни обекти
| Изходни точки                 | Изходни точки |
| ----------------------------- | ------------- |
| Град Копривщица               | 3,00 ч.       |
| Хижи                          |               |
| Хижа „Средногорец“            | 2,00 ч.       |
| Хижа „Чивира“ (не работи)     | 2,00 ч.       |
| Хижа „Барикадите“ (не работи) | 3,00 ч.       |
| Хижа „Бунтовна“               | 3,30 ч.       |
| Други                         |               |
| Връх Голям Богдан (1604 м.)   | 0,40 ч.       |